# Alda Lazo Ríos
Alda Mirta Lazo Ríos de Hornung (Sullana, Piura, 17 de junio de 1949) es una socióloga, pastora evangélica y política peruana. Es miembro de la Comunidad Cristiana Agua Viva desde el año 2000 y en el ámbito político fue congresista de la república por Lima durante el periodo 2006-2011.

## Biografía
Alda Lazo nació en el distrito de Sullana, ciudad ubicada en la provincia homónima del departamento de Piura en Perú, el 17 de junio de 1949. Fue hija de Sergio Lazo Ramírez y de Alda Ríos Merino.
Realizó sus estudios primarios y secundarios en el Colegio Santa Úrsula de Sullana. Luego emigró hacia la ciudad de Lima e ingresó a la Universidad Femenina del Sagrado Corazón ubicado en el distrito de La Molina, en donde estudió la carrera de Sociología e hizo un doctorado en Teología y Ministerios Pastorales en la Latin University of Technology. También estudió contabilidad en ESAN.
Empezó laborando en la empresa de su padre como gerenta desde 1975 hasta 1999 y como socióloga en el Ministerio de Educación del Perú en 1976.
Desde el año 2000 fue pastora evangélica de la Comunidad Cristiana Agua Viva junto con su esposo Pedro Hornung, también pastor de profesión.

## Participación en la política
Durante su paso como pastora evangélica en la Comunidad Cristiana Agua Viva, Alda Lazo conoció al pastor Humberto Lay con el que mantuvo una amistad laboral y se encontraban enfocados en la fundación de un partido político desde el año 2000, sin embargo, su propuesta quedó interrumpida luego de que Lay fuera nombrado como miembro de la Comisión de la Verdad y Reconciliación en el año 2001.
Posteriormente en el año 2004, Lay junto con Lazo y otros miembros evangélicos fundaron el partido político Restauración Nacional con el que luego participarían en las elecciones generales del año 2006 con Humberto Lay como candidato a la presidencia del Perú. Alda Lazo postuló al Congreso de la República por la circunscripción de Lima y fue elegida como congresista con 29,154 votos, la cual fue luego juramentada para el periodo parlamentario 2006-2011.
Como congresista fue secretaria de la Comisión Ordinaria de Salud, presidenta de la Comisión de Comercio Exterior, secretaria de la Comisión de la Mujer en 2008 y presidenta de la Comisión de Defensa del Consumidor, en donde promovió el proyecto de ley que buscaba la prohibición del consumo de cigarrillos en lugares cerrados. A inicios de su gestión congresal, Lazo junto con el congresista Juan Perry, también pastor evangélico y miembro de Restauración Nacional, conformaron la bancada Alianza Parlamentaria junto con los congresistas electos del Frente de Centro y Perú Posible. Sin embargo en el año 2008, Lazo y Perry se apartaron de Alianza Parlamentaria para luego formar el Bloque Unión Nacional junto con los congresistas de Solidaridad Nacional y Renovación Nacional, la cual luego cambiaron el nombre a “Alianza Nacional” en el año 2010 y se agruparon congresistas independientes.
En julio del año 2010, se inscribió una lista multipartidaria para la próxima elección de la Mesa Directiva del Congreso para el periodo 2010-2011. La lista estuvo liderada por el congresista aprista César Zumaeta para la presidencia del Congreso, mientras que los congresista Alejandro Aguinaga del fujimorismo, Alda Lazo de Alianza Nacional y Eduardo Espinoza Ramos de Unión por el Perú postularon para las vicepresidencias respectivas. Finalmente el día 26 de julio del mismo año, César Zumaeta fue elegido unánimemente como presidente del Congreso de la República y Alda Lazo fue juramentada como segunda vicepresidenta para el periodo 2010-2011.
Culminando su periodo legislativo, Alda Lazo decidió ir a la reelección en las elecciones del 2011. Esta vez lo hizo por la Alianza Solidaridad Nacional, coalición liderada por Luis Castañeda Lossio con el cual Lazo se había inscrito como partidaria desde el año 2010 tras dejar Restauración Nacional. Finalizando las elecciones, Lazo no tuvo éxito y obtuvo solamente 24,070 votos.

## Controversias
En el año 2017, la Comunidad Cristiana Agua Viva y sus pastores fueron investigados por la División de Lavado de Activos de la Policía Nacional del Perú debido a la millonaria compra del Coliseo Amauta y por las irregulares transacciones de alquiler y compraventa que le siguieron. La investigación policial se dio tras la denuncia periodística del portal Wayka que mostró el incremento patrimonial de la iglesia y sus líderes. Además se descubrieron beneficios a la iglesia presentados por Alda Lazo durante su gestión como congresista y compras de 218 propiedades vinculadas a sus familiares. Asimismo se descubrieron vínculos de la iglesia con el fujimorismo, en donde una de las visitantes fue Keiko Fujimori, presidenta del partido político Fuerza Popular.